# فیودور کنیوخوف
فیودور کنیوخوف (روسی: Фёдор Филиппович Конюхов؛ زادهٔ ۱۲ دسامبر ۱۹۵۱) گردشگر، مؤلف (پدیدآور)، نقاش، روزنامه‌نگار، نویسنده، و نظامی اهل اتحاد جماهیر شوروی سوسیالیستی است.